# Veronika Zunhammer
Veronika Zunhammer (* 1985 in Traunstein) ist eine deutsche Jazzmusikerin (Gesang, Piano, Komposition).

## Leben und Wirken
Zunhammer wuchs in einer Musikerfamilie in Traunwalchen im Chiemgau auf und erhielt klassischen Instrumentalunterricht in Klavier, Gitarre und Bratsche. Ab 2004 nahm sie Unterricht in Jazz-Gesang und Jazz-Piano an der Neuen Jazzschool München. 2006/07 absolvierte sie den Universitätslehrgang „Elementare Musik- und Bewegungserziehung“ am Mozarteum Salzburg, um dann bis 2011 Jazzgesang an der Hochschule für Musik und Theater München bis zum Diplom bei Sanni Orasmaa, Philipp Weiss und Béela Müller zu studieren. Bis 2012 studierte sie im Masterstudiengang Komposition, Jazzgesang und Producing an den Hochschulen für Musik in Basel und Luzern bei Lauren Newton, Hans Feigenwinter und Gregor Hilbe.
Schon während des Studiums trat sie mit ihren eigenen Bands auf Bühnen im In- und Ausland auf. Sie legte bisher drei Alben unter eigenem Namen vor. Zunhammer arbeitete weiterhin mit  dem Christian Elsässer Jazz Orchestra, der NDR-Bigband (Flying in Circles), der hr-Bigband, dem Sunday Night Orchestra und der Jazzrausch Bigband (Mirror Suite). Weiterhin trat sie mit Musikern der Münchner Philharmoniker im Postpalast München auf. Sie ist auch auf Alben der StröerBros zu hören.
Zunhammer ist Dozentin für Jazz- und Pop-Gesang an der Hochschule für Musik und Theater München.

## Diskographische Hinweise
- Veronika Zunhammer Trio: Fußspuren (2011, mit Christian Elsässer und Matthieu Bordenave)
- Veronika Zunhammer Quartett: Weihnachtssterne am Jazzhimmel (Label 11, 2014; mit Christian Elsässer, Henning Sieverts und Fabian Rösch)
- Trio Travels: Departure (Nasswetter 2015, mit Michael Vochezer, Marco Pacassoni)